# Démographie de Djibouti
La démographie de Djibouti concerne tant l'évolution de la population de Djibouti, ancienne colonie française devenue la république de Djibouti, que sa situation actuelle et les statistiques qui s'y rapportent.

## Évolution de la population

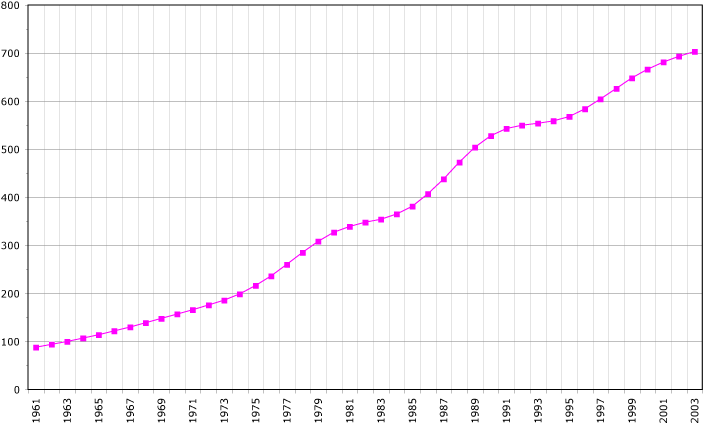
Évolution démographique

### Les recensements
La première estimation du nombre d'habitants du territoire en 1906 indique 208 061 habitants répartis sur 120 000 km2. En 1913, la population (de la colonie ou de la seule ville de Djibouti) est estimée à 16 693 personnes.
Le premier recensement se déroule en 1921. Il dénombre 64 774 habitants, en partie à partir d'estimations. En 1931, avec les mêmes modalités, 69 790 habitants sont trouvés, puis 49 391 en 1936 et 44 796 en 1946. En 1951, l'administration annonce 61 769 habitants, mais en 1961, l'Insee précise que « la population de la CFS n’a jamais fait l’objet de recensement mais simplement d’estimations officielles ». En 1972, 98 183 habitants « non-Européens » sont recensés par identification directe des personnes.
Le premier recensement après l'indépendance, en 1983, décompte 273 974 habitants, mais le chiffre est redressé à 341 000 pour tenir compte des espaces non visités.
En 2009, 818 159 habitants sont recensés dans le pays, dont 577 933 urbains.

### La ville de Djibouti
La ville de Djibouti est créée ex nihilo à partir de 1888. Elle aurait 4 000 habitants en 1898, 11 903 en 1932 et environ 16 000 en 1939 avant de passer à 6 000 en 1942 à la suite d'expulsions d'habitants.
Elle compte à nouveau 17 000 habitants en 1947, 40 000 au début des années 1960, 62 000 en 1967, 118 000 en 1972 et 150 000 habitants au début des années 1980, puis atteint 475 322 en 2009.

## Population actuelle

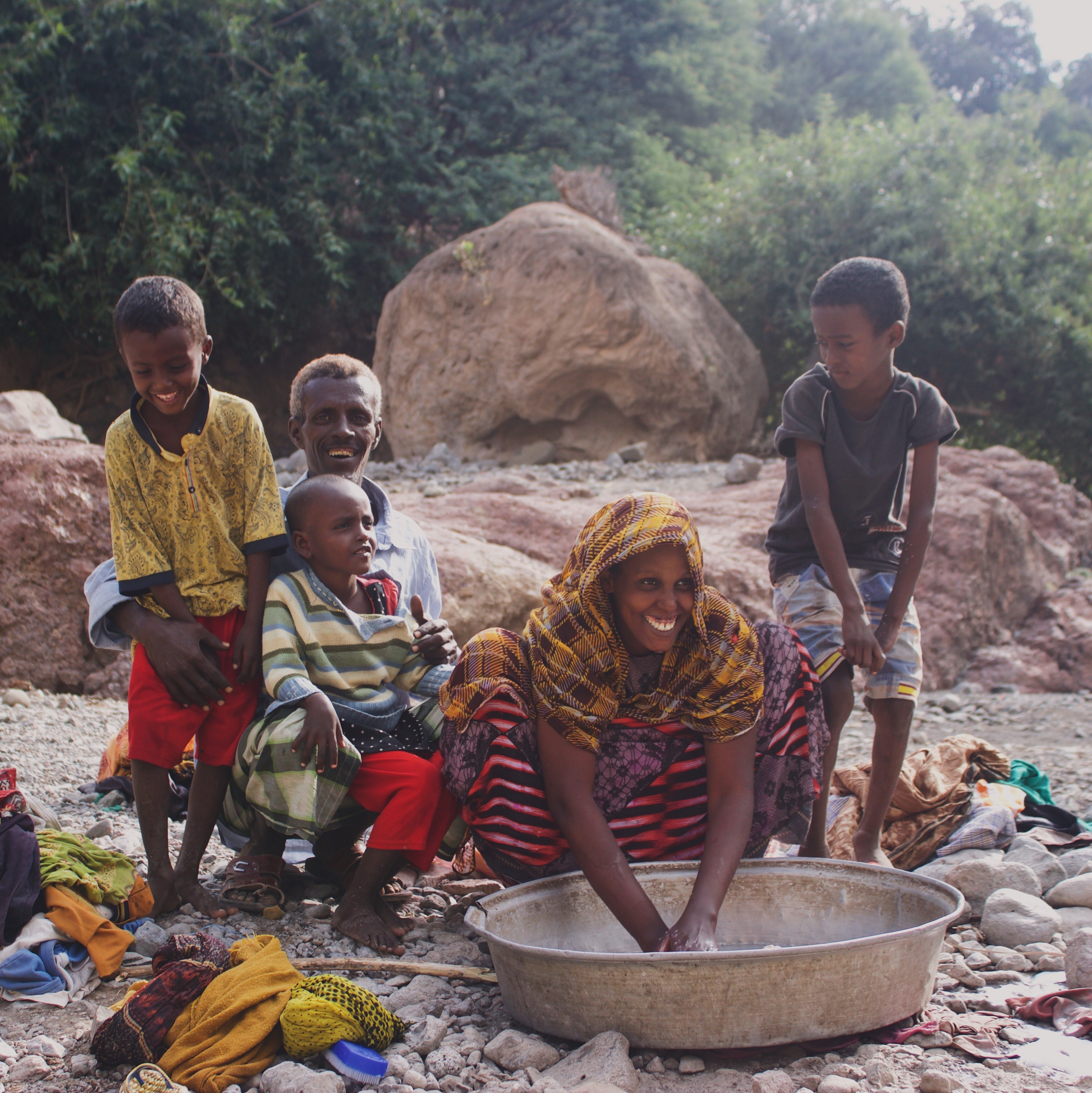
Famille avec trois enfants à Djibouti.

Selon les sources et les estimations, la répartition de la population en catégories linguistiques diffère fortement. Les résultats détaillés du « 2e recensement général de la population et de l'habitat» de 2009, qui comprenait une question sur le «groupe ethno-culturel » d'appartenance, n'ont pas été publiés.
Pour le CIA Factbook, elle se divise en 60 % de Somalis , 35 %  d'Afars et 5 % d'autres.
Selon une étude publiée en 2003, on aurait 33,4 % d'Issas, 20 % d'Afars, 15 % de Gadaboursis, 13,3 % d'Issaqs, 8,3 % d'autres Djiboutiens, 6 % d'Arabes et 4 % d'Européens. Dans le même journal, une autre étude parle de 50 % d'Issas, 37 % d'Afars, 8 % d'Arabes et 3 % d'Européens.
Pour l'Encyclopedia Britannica (2009), on aurait 46 % de Somalis, 35,4 % d'Afars, 11 % d'Arabes, 3 % de « mixed African and European », 1,6 % de Français et 3 % d'autres.
Enfin, selon le site Ethnologue, en 2006 on aurait 297 000 locuteurs du somali (répartis en trois « clans » : issa, gadaboursi, issaq), 99 200 de l'afar, 36 000 arabophones et 10 200 francophones.